# Гесслер, Иоганн Вильгельм
Иоганн Вильгельм Гесслер (нем. Johann Wilhelm Häβler; 29 марта 1747, Эрфурт — 17(29) марта 1822, Москва) — немецкий композитор, пианист, клавесинист, органист и педагог.

## Биография
Иоганн Вильгельм Гесслер был учеником своего дяди по материнской линии И. К. Киттеля. В 1761 году начал работать органистом в церкви Барфюсеркирхе (нем. Barfüßerkirche) в Эрфурте. Первую известность принесли гастроли по городам Германии: он побывал в Дрездене, Веймаре, Касселе, Геттингене, Лейпциге, Гамбурге.
В 1781 году Гесслер вернулся из концертного турне в Эрфурт, где организовал исполнения ораторий Г. Ф. Генделя и некоторых духовных произведений И. С. Баха.

### Встреча с Моцартом
В 1788 году Гесслер встречается с В. А. Моцартом.
О соревновании В. А. Моцарта и И. В. Гесслера сохранился ряд свидетельств. Газета «Московские ведомости» сообщает: «На следующий день после обеда у русского посла — князя Александра Михайловича Белосельского-Белозерского — В. А. Моцарт победил в соревновании на органе эрфуртского органиста И. В. Гесслера».
Описание этой встречи также содержится в письме В. А. Моцарта к Констанции Вебер: «…После обеда условились отправиться к органу. В 4 часа мы поехали туда; Науман тоже был там. Теперь тебе следует знать, что там находился некий Гесслер, органист из Эрфурта. Он ученик одного из учеников И. С. Баха. Его forte (сила) — орган и клавир (клавикорд). Люди думают, что так как я приехал из Вены, то мне совершенно неизвестно, как играть в этом вкусе и этой манере. Итак, я сел за орган и заиграл. Князь Лихновский (который был хорошо знаком с Гесслером), с большим трудом уговорил его также играть. Forte этого Гесслера на органе состоит в ногах, что однако вовсе не такое уж большое искусство, ибо педали здесь идут поступенно. В остальном, он выучил наизусть у старого И. С. Баха только гармонию и модуляцию, а порядочно изложить фугу не в состоянии. А игра его вовсе не солидная, следовательно, он совсем не Альбрехтсбергер. После этого мы решили ещё раз пойти к русскому послу с тем, чтобы Гесслер услышал меня на фортепиано; Гесслер тоже играл. Я нахожу, что на фортепиано сейчас столь же сильна госпожа Ауэрнхаммер: можешь себе представить теперь, что чаша весов изрядно поколебалась. <…> …Гесслер от радости прыгал и трезвонил и всё хотел целовать меня, потом я угостил его в трактире. Прочие же на приглашение моё отказались, о чём весёлый Гесслер сказал только: Tausend sapperment! (тысяча проклятий!)».

### Гесслер и Гайдн
В 1791-1792 годах Гесслер возобновляет концертные поездки.
3 марта 1791 года он приезжает в Лондон, где выступает с концертами под управлением Й. Гайдна; там происходит творческое сближение композиторов. В Лондоне у Гесслера возникает мысль о переезде в Россию.

## Гесслер в России
В сентябре 1792 года он приезжает в Ригу, где исполняет кантату «Катерина, мать своих народов» (нем. Catarina, die Mutter ihres Volkers), либретто которой хранится в Российской национальной библиотеке. Этим сочинением Гесслер проложил путь к Санкт-Петербургскому двору, и в октябре 1792 года он приезжает в Санкт-Петербург. 20 октября 1792 года состоялся дебют на русской сцене. Гесслер получает должность органиста при дворе Великого князя Александра Павловича.
В Санкт-Петербурге в 1793 году композитор сочинил и издал «Русскую народную песню с 12 „переменами“ (вариациями) для клавесина или пиано-форте». Пьеса была переиздана в 1795 году уже с «14 переменами». Она вошла в сборник И. Д. Герстенберга «Suite des airs russes, variés pour le clavecin ou pianoforte par divers auteurs». В этом же сборнике Гесслер опубликовал вариации на тему русской песни «Земляничка» своего ученика И. Нерлиха.
В 1795 году композитор приезжает с концертами в Москву.

### Концерты в Москве
2 марта 1795 года состоялся первый самостоятельный концерт Гесслера в Москве. Концерт освещали «Московские ведомости», в которых опубликовали «афишу» следующего содержания: «В пятницу второго марта, господин Гесслер будут иметь честь играть здесь впервые, а вероятно и в последний раз на своем любимом инструменте органах, и при том на весьма прекрасных, лишь только господином Менхом отделенных, с двумя клависинами и педалом, в зале господина Салтыкова, на Никитской… Опыт педального концерта, причем господин Гесслер все пассажи, а особливо соло играет ногами…»
Поэт И. И. Дмитриев посвятил Гесслеру стихотворение «На игру господина Гесслера, славного органиста»:
«О Гесслер! Где ты взял волшебное искусство?
Ты смертному даешь какое хочешь чувство!

Иль гений над тобой невидимо парит

И с каждою струной твоею говорит…»
Свидетельство про концерт 23 декабря 1821 года. В колонке объявлений газеты «Московские ведомости» было написано: «В последний раз по глубокой старости свой даст большой вокальный и инструментальный концерт (…) из его сочинений и пьес, в зале Благородного собрания. В первом отделении — ранние сочинения: фортепианный концерт, большая фортепианная симфония, хор из „Торжества весны“, во втором — Большой фортепианный концерт. Гесслер, имевший счастье всегда пользоваться особым вниманием и уважением к своим талантам от просвещенной московской публики, ласкает и ныне себя надеждой, что и сей последний раз дав им концерт, удостоится посещения и внимания от почтенных любителей музыки».
Под впечатлением от концерта составитель историко-биографического музыкального лексикона Э. Гербер писал о Гесслере: «Его искусство исполнять не только свои, но и чужие произведения, без всякой подготовки, даже с листа — изумительно. Ещё увлекательнее фантазирование на фортепиано и, в особенности, на органе, где он открывает полный простор пылу воображения…»

### Педагогическая и творческая деятельность И. В. Гесслера в Москве
Деятельность Гесслера протекала в до глинкинский период истории русской музыки. Это была пора формирования национальной композиторской школы. Наиболее значительной была роль Гесслера в ознакомлении русских музыкантов и просто любителей музыки с достижениями западноевропейского искусства.
В Москве Гесслер продолжил педагогическую деятельность, обучая игре на клавире, генерал-басу. Он пишет пьесы инструктивного характера, в том числе «Дидактические методы» (большинство дидактических сочинений Гесслера не сохранилось). Уникальным в истории музыки стал цикл Гесслера 360 прелюдий во всех тональностях ор. 47. Примечательно и широкое использование Гесслером жанра вальса, распространившегося в музыке XIX века. Им сочинено два сборника по «24 этюда в форме вальса», ор. 29 и ор. 49; также в педагогических целях были написаны рондо, жиги, легкие сонаты, камерные ансамбли.
Из списка произведений, составленному по оглавлению сборников, хранящихся в Отделе редкостей Московской Консерватории и словаря Grove видно, что композитор отдает предпочтение произведениям крупной форме: вариациям, концертам, сонатам (всего 40 для клавира соло, а в сопровождении скрипки и виолончели — 12).

## Издательское дело
И. В. Гесслер, помимо концертной и педагогической деятельности, занимался частной нотно-издательской практикой. B 1812 году Гесслер затеял грандиозное по тем временам предприятие: на собственные средства он издал все свои фортепианные опусы, а именно ор. 1 — ор. 49. «Многие любители музыки изъявили желание иметь полное собрание моих сочинений для фортепиано, как с аккомпанированием, так и без оного», — указал Гесслер в рекламном объявлении о продаже своих пьес.

## Судьба наследия
В отделе редкостей Московской консерватории хранятся изданные Гесслером собственные сочинения. В нотах имеются динамические и артикуляционные пометки, сделанные карандашом.
Рукописный архив Гесслера после его смерти был увезён сыном композитора в Германию, следы его не обнаружены. Однако находки в области творчества Гесслера продолжаются: так, концерт для клавира с оркестром Op. 50 был обнаружен Павлом Сербиным и впервые опубликован в 2013 году, тогда же состоялись и его первые за 200 лет исполнения.
Цикл 360 прелюдий во всех тональностях ор. 47 впервые исполнен Дмитрием Феофановым (под псевдонимом Vitlaus von Horn; на современном фортепиано) в Эрфурте в 2012 и повторен в Москве в том же году. В 2017 цикл впервые издан на двух дисках (на лейбле «Grand Piano») вместе с другими клавирными сочинениями, из которых Большая соната ми-бемоль-мажор ор. 26 также издана в записи впервые.

## Список произведений Гесслера
- Фантазия и соната, ор. 1
- Каприз и соната, ор. 2
- Фантазия и соната, ор. 3
- Фантазия и соната, ор. 4
- Каприз и соната, ор. 5
- Прелюдия и соната, ор. 6
- Прелюдия с 30 вариациями, ор. 7
- Три партиты, ор. 8
- Русский шансон, ор. 9
- Прелюдия и ариетта, ор. 10
- Три прелюдии и три ариетты, ор. 11
- Большая соната для 3-х рук, ор. 12
- 3 AS, ор. 13
- 3 AS, ор. 14
- Три патетических сонаты, ор. 16
- Фантазия и соната, ор. 17
- Преамбула и дивертисмент, ор. 18
- «Фантазия и русская песня для клавесина лил фортепиано» на тему «При долинушке стояла» ор. 19
- Сонатина для 2-х фортепиано, ор. 20
- «Каприччио и вариации на русскую песню для клавесина или фортепиано» на тему русской народной песни «Стонет сизый голубочек» ор. 22
- 2 AS, ор. 23
- Большая соната, ор. 26
- Пять характеристических пьес, ор. 27
- Пять характеристических пьес в четыре руки, ор. 28
- 24 этюда в форме вальса, ор. 29
- Прелюдия и шансон в стиле алеманды, ор. 30
- Большая жига, ор. 31
- Три сонаты ор.. 32
- Две большие сонаты, ор. 33
- Каприччио, дивертисмент, романс, ор. 34
- Две сонаты, ор. 35
- Фантазия и соната в 4 руки, ор. 36
- Три партиты, ор. 37
- Произведения ор. 38 — 46 не сохранились или утеряны.
- 360 прелюдии во всех тональностях, ор. 47
- 3 AS, ор. 48
- 24 этюда в форме вальса, ор. 49